# Вильялобос, Мануэль
Мануэль Артуро Вильлобос Салвос (исп. Manuel Arturo Villalobos Salvos; 15 октября 1980, Икике, Чили) — чилийский футболист, игравший на позиции нападающего. Провёл 1 матч в составе национальной сборной Чили.

## Клубная карьера
Вильялобос начал карьеру в клубе «Коло-Коло». В 1997 году он дебютировал в чилийской Примере. Спустя год Мануэль помог клубу выиграть чемпионат. Вильялобос не всегда попадал в основной состав и поэтому для получения игровой практики он на правах аренды выступал за «Артуро Фернандес Виаль», «О’Хиггинс» и «Депортес Наваль». В 2002 году его контракт с «Коло-Коло» истёк и Мануэль на правах свободного агента подписал соглашение с «Депортес Икике». В новой команде он сразу же стал лидером и её лучшим бомбардиром, забив за два сезона 20 мячей. После удачного выступления Вильялобос уехал в Европу, стал игроком португальского «Драгойнш Сандиненсеш», но довольно быстро вернулся на родину, из-за сложностей с адаптацией.
Вторую половину 2003 и весь следующий год Мануэль провёл выступая за клубы низших дивизионов «Сан-Маркос де Арика» и «Депортес Копьяпо». В 2005 году Вильялобос присоединился к «Ньюбленсе» и в конце 2006 года помог команде выйти в элиту. В 2007 году он вместе с Педро Моралесом занял второе место в списке лучших бомбардиров чемпионата.
В 2008 году Мануэль перешёл в «Универсидад де Чили», подписав контракт на 2 года. 27 января в матче против «Депортес Консепсьон» он забил свой первый гол за новую команду. В своём дебютном сезоне Вильялобос стал лучшим бомбардиром команды. В 2009 году он помог клубу выиграть чемпионат. В том же году в матчах Кубка Либертадорес против бразильского «Крузейро» и боливийской «Ауроры» Мануэль забил по голу. В начале 2010 года Вильялобос перешёл в «Уачипато». В матче против «Сан-Луис Кильота» он дебютировал за новую команду. В этом же поединке Мануэль забил свой первый гол за «Уачипато». 8 августа 2010 года в матче против «Сантьяго Уондерерс» он сделал хет-трик. На протяжении трёх сезонов Вильялобос был лучшим бомбардиром «Уачипато», а 2012 году помог клубу выиграть чемпионат.
В начале 2013 года Мануэль вернулся в «Депортес Икике». В матчах Кубка Либертадорес против эквадорского «Эмелека», аргентинского «Велес Сарсфилд» и уругвайского «Пеньяроля» он забил четыре мяча. В том же году Вильялобос помог клубу завоевать Кубок Чили. 20 апреля 2017 года в поединке Кубка Либертадорес против венесуэльской «Саморы» он забил гол.

## Международная карьера
В 1997 году в составе молодёжной сборной Чили Вильялобос принял участие в молодёжном чемпионате мира в Египте. 20 января 2013 года в товарищеском матче против сборной Гаити Мануэль дебютировал за сборную Чили.

## Достижения
Командные
«Коло-Коло»
- Чемпионат Чили по футболу — 1998

«Универсидад де Чили»
- Чемпионат Чили по футболу — Апертура 2009

«Уачипато»
- Чемпионат Чили по футболу — Клаусура 2012

«Депортес Икике»
- Обладатель Кубка Чили — 2013/2014